# Clitelloxenia assmuthi
Clitelloxenia assmuthi är en tvåvingeart som först beskrevs av Erich Wasmann 1902.  Clitelloxenia assmuthi ingår i släktet Clitelloxenia och familjen puckelflugor. Inga underarter finns listade i Catalogue of Life.